# Kompár Péter
Kompár Péter (névváltozat: Kompér) (? – 1865 után) magyar és amerikai szabadságharcos, polgári foglalkozása: vasúti hivatalnok.

## Élete
Az 1848-49-es magyar szabadságharcban őrmesteri beosztásban teljesített szolgálatot, a szabadságharc bukása után komáromi menlevéllel ment északra, s 1850-ben már Iowa államban élt, ebben az államban vasúti hivatalt töltött be. Részt vett az amerikai polgárháborúban, a polgárháború végén századosként szerelt le.